# Štokavština
Štokavština (chorvatsky štokavski / štokavsko narječje, srbsky штокавски / штокавско наречје) je dominantní nářečí srbochorvatštiny rozšířené ve všech čtyřech srbochorvatsky hovořících zemích – v Chorvatsku, v Bosně a Hercegovině, v Srbsku a v Černé Hoře. Spisovný jazyk, a to jak původní srbo-chorvatský, tak dnešní srbský a chorvatský, je založen právě na tomto nářečí.

Název je odvozen od toho, jak vypadá výraz "co" (tedy što, případně šta), odtud što-kavské. Zbylými nářečími jsou čakavské a kajkavské nářečí v Chorvatsku. Ty se dále ještě člení a odlišují podle jednotlivých míst, často se prolínají.

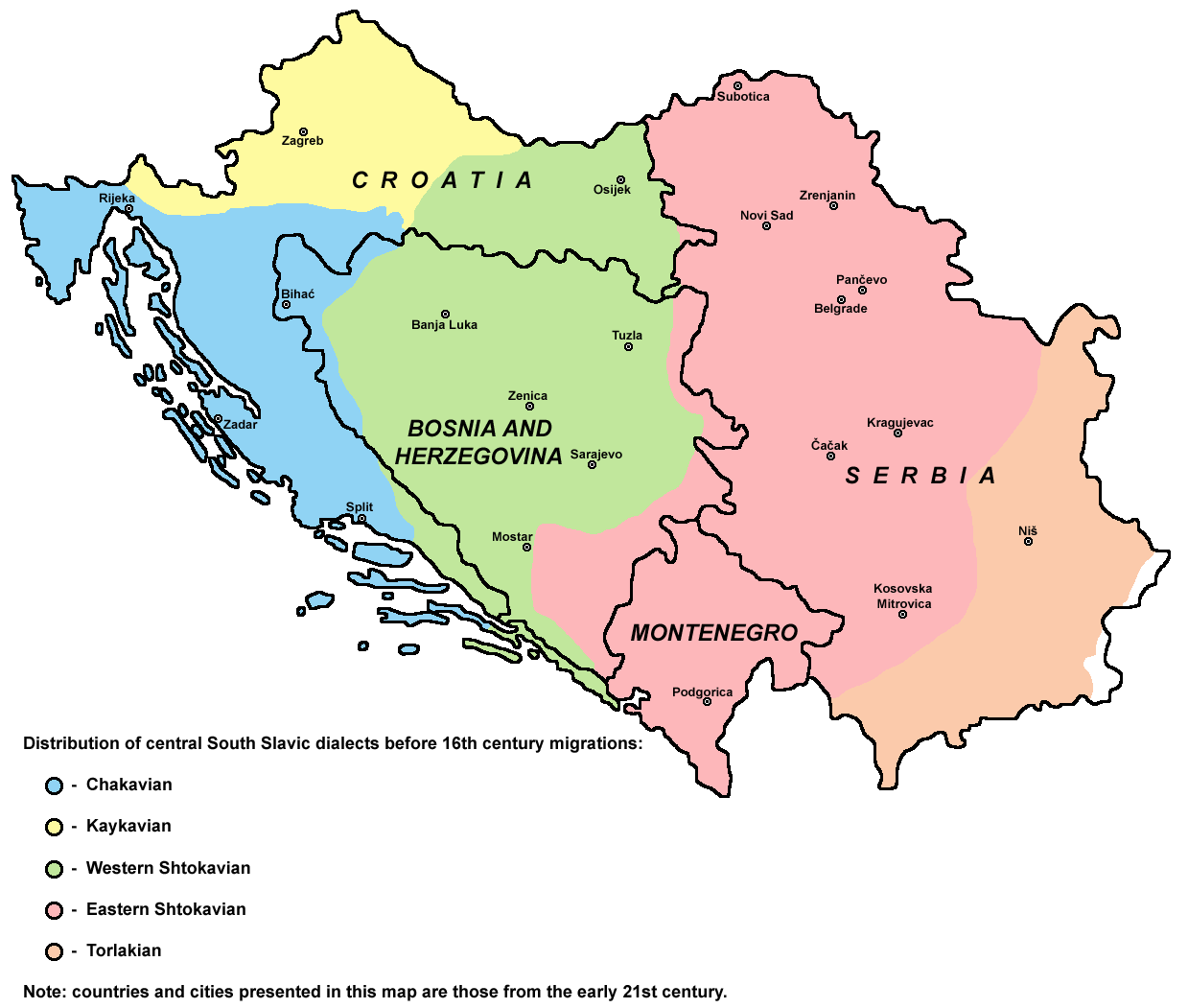
a) srbochorvatská nářečí před migracemi v 16. století (štokavština zeleně a červeně), b) dnešní dialekty štokavštiny

Spisovná norma začala být tvořena na základě tohoto nářečí proto, že se jednalo o nejrozšířenější variantu jazyka tehdejší doby, byť samozřejmě ještě rozdělenou na dvě varianty (ekavština - východní a jekavština - západní), které se používají dodnes. Přimluvilo se za ní tehdejší chorvatské obrozenecké hnutí, známé pod názvem ilyristické, tak srbští obrozenci v čele s Vukem Karadžićem.
Štokavské nářečí se dá také rozdělit na dvě velké oblasti; novoštokavské (na tom stojí současný spisovný srbský jazyk) a staroštokavské, které je soustředěné hlavně v jihovýchodních oblastech kolem Černé Hory a Kosova. Rozdíl mezi oběma skupinami je v systému přízvuků, objevují se občas i archaismy.
Východní okraje území, kde se hovoří štokavským nářečím, plynule přecházejí v prostředí makedonské či bulharské a objevují se v něm prvky balkánského jazykového svazu.